# 苍耳叶刺蕊草
苍耳叶刺蕊草（学名：[Pogostemon xanthiiphyllus] 错误：{{Lang}}：文本有斜体标记（帮助））为唇形科刺蕊草属下的一个种。

## 扩展阅读
- 維基物種上的相關：苍耳叶刺蕊草